# Dzjava (gemeente)
De gemeente Dzjava (Georgisch: ჯავის მუნიციპალიტეტი, Dzjavis munitsipaliteti) of rajon Dzau (Ossetisch:Дзауы район, Dzawy rajon; Russisch: Дзауский район, Dzauskiy rayon) is een de jure Georgische gemeente en de facto Zuid-Osseets district (rajon) in het noorden van Georgië. Het is feitelijk gesitueerd in de afscheidingsrepubliek Zuid-Ossetië en staat niet meer onder gezag van Georgië. In het district wonen ruim 6.900 mensen (2022). Het district heeft een oppervlakte van 1.500 km² en is daarmee de grootste in de zelfverklaarde republiek. Het bestuurlijk centrum is Dzjava (Dzau), een 'nederzetting met stedelijk karakter'.

## Geschiedenis

De grenzen van de Zuid-Ossetische AO en de oude Georgische indeling.

Het gebied van het district was van de 15e eeuw tot de Russische inlijving van Koninkrijk Kartli-Kachetië in 1801 onderdeel van het Georgische Samatsjablo. Het Russisch gezag in de 19e eeuw introduceerde hun bestuurlijke indeling in Transkaukasië, waarna het gebied ingedeeld werd bij het oejezd Gori dat onderdeel was van het gouvernement Tiflis.
Het viel enige tijd onder het oetsjastok (Gorno-)Ossetië, de eerste keer dat een bestuurlijk district op Georgisch grondgebied naar de Osseten verwees. Het huidige district ontstond uiteindelijk in 1930 met de bestuurlijke hervormingen van de Sovjet-Unie en de oprichting van de Zuid-Ossetische Autonome Oblast waar het binnen viel.

### Grenzen
Na het opheffen van de Zuid-Ossetische autonomie in 1990 werden delen van het district op 27 april 1991 aan de districten Oni (386 km²) en Satsjchere (204 km²) toegewezen. Het district Dzjava bleef wel bestaan voor de Georgische wet, maar in kleinere vorm. Met deze stap werden de oude grenzen van Ratsja en Sjorapani in ere hersteld. Geografisch liep deze grens precies over de kam van het Lichigebergte in het westen van Zuid-Ossetië. Tevens woonden er hoofdzakelijk Georgiërs in de dorpsgemeenschappen Sinagoeri en Kartsmani die bij het district Satsjchere werden ingedeeld.
In mei 1992 riepen de Zuid-Osseten de onafhankelijkheid uit, die niet door Georgië erkend werd. Ze hielden daarbij de bestuurlijke indeling uit de Sovjet-periode aan, waarmee voor hen het district Dzjava met de oude (Sovjet-)grenzen bleef bestaan, onder de naam Dzau. Door de burgeroorlog in 1991-1992 verloor Georgië het feitelijke gezag over grote delen van Zuid-Ossetië, maar controleerde het onder andere nog wel de dorpen Sinagoeri en Kirov in het westen van Zuid-Ossetië. In 2008 verloor Georgië hier alsnog het gezag over.
Bij de bestuurlijke hervormingen van 2006 werd het district Dzjava in tegenstelling tot andere delen van Zuid-Ossetië niet geregistreerd als gemeente omdat Georgië feitelijk geen gezag over het grootste deel van Dzjava uitoefende. Wel wordt het in het bestuursrecht beschouwd als gemeente, net als alle andere lokale bestuurseenheden. In 2007 werd het mijnbouwstadje Kvaisa in het district door de Zuid-Osseten gepromoveerd met stadsrechten. Het vormt daarmee een zelfstandige bestuurseenheid.

### Aardbeving 19991
Dzjava werd op 29 april 1991 zwaar getroffen door een aardbeving met een kracht van 7,0 op de schaal van Richter, de zwaarste in dit deel van de Kaukasus. Het epicentrum lag net buiten Zuid-Ossetië in het Ratsjagebergte. Op 7-8 september 2009 werd het stadje Kvaisa getroffen door een flinke aardbeving, waardoor honderden inwoners dakloos werden.

## Georgisch-Osseets conflict
Als gevolg van het Georgisch-Ossetisch conflict en de oorlogen in 1991-1992 en 2008 oefent Georgië geen enkel gezag meer uit over het district. Het gebied viel voor het overgrote deel ook niet onder de Georgische sector van de vredesmacht onder leiding van Rusland. De strategisch gelegen Transkamweg uit Rusland via de Roki-tunnel en Dzjava werd ook niet door Georgië gecontroleerd waarmee het geen invloed had op wat er de regio in en uit ging. Na de oorlog in 2008 vergrootte Rusland drastisch de militaire aanwezigheid, en bouwde het een militaire basis en oefenterrein bij Dzjava. In het district kwamen ook twee checkpoints bij de dorpen Sinagoeri en Kartsmani voor het grensoverschrijdende verkeer van de Georgische gemeenschap naar Georgisch gecontroleerde zijde, het dorp Perevi in Satsjchere. Bij deze dorpen kwamen ook twee gemilitariseerde FSB grenswachtbases, alsmede in Kvaisa.

## Geografie

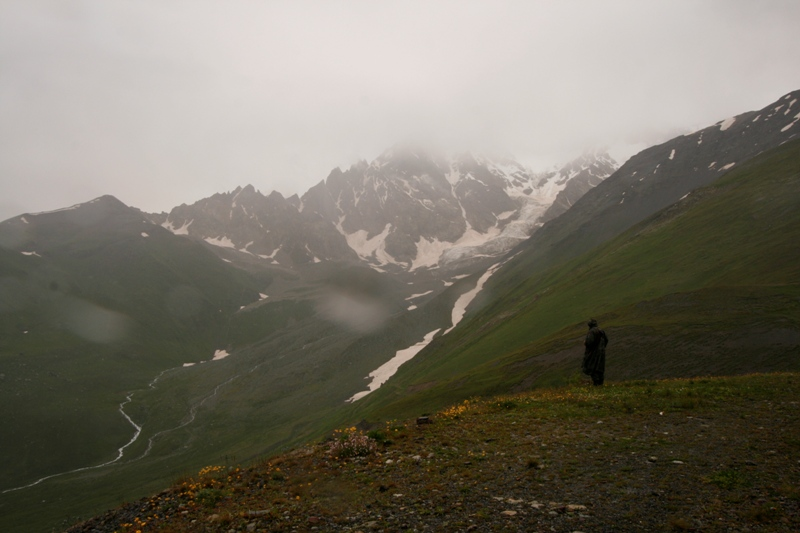
Mamisonpas

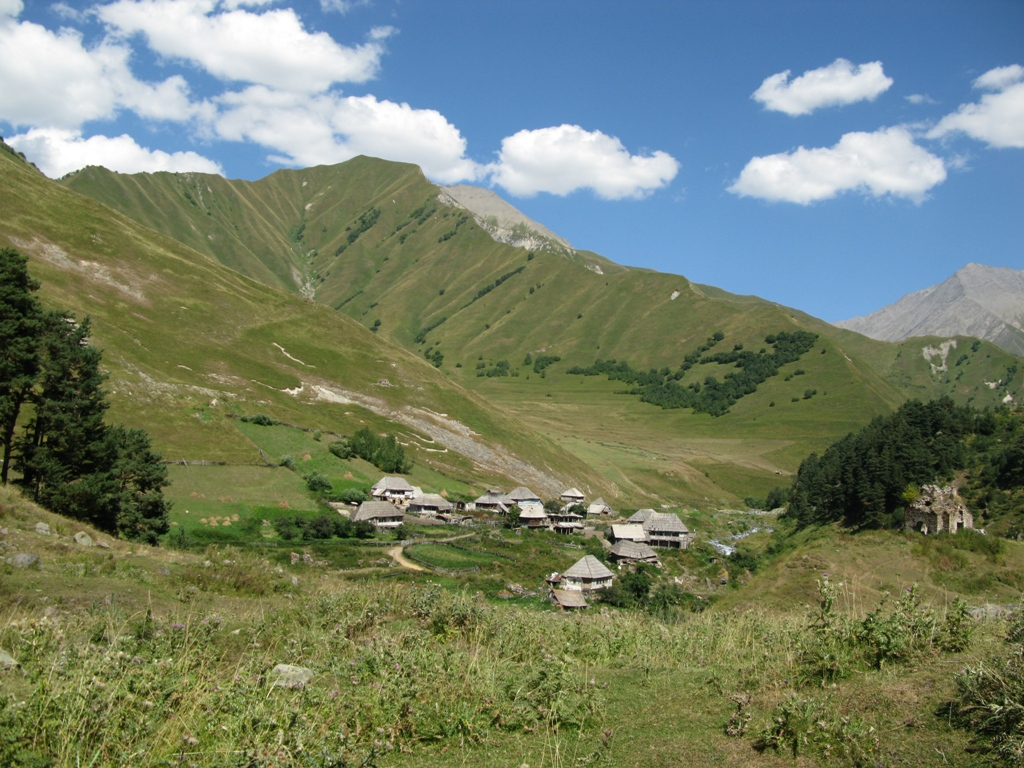
Edisa, in het noorden van het district.

Dzjava / Dzau ligt in het noorden van Zuid-Ossetië in de zuidelijke hellingen van de Grote Kaukasus, de waterscheiding en de grens met Rusland. Subgebergtes daarvan doorkruisen het Dzjava. Het gebied is ook de bron van de Grote en Kleine Liachvi-rivieren, de belangrijkste rivieren in Zuid-Ossetië die bij Gori in de Mtkvari uitmonden. Vrijwel het hele district ligt boven de 1000 meter boven zeeniveau. Het hoogste punt is de berg Chalatsa van 3938 meter boven zeeniveau op de grens met Rusland. Dit is tevens de hoogste berg in Zuid-Ossetië.

### Gebergtes
In het noordwesten van Zuid-Ossetië liggen de Ratsja- en Lichigebergtes, subgebergtes van de Grote Kaukasus. Het Lichigebergte is de waterscheiding tussen West- en Oost-Georgië. Aan de westzijde van het Ratsjagebergte in de uiterste noordwestelijke hoek van Zuid-Ossetië ligt de bron van de Dzjedzjora, die afvloeit in de Rioni. Hier ligt ook de 2911 meter hoge Mamisonpas op de grens met Rusland, waar de oude maar in onbruik geraakte Osseetse Militaire Weg overheen gaat.
In het noordoosten van de gemeente ligt het Germoechigebergte, een massief met toppen ruim boven de 3000 meter boven zeeniveau dat begint op het kruispunt met de Charoela- en Lomisigebergtes. Het Germoechigebergte scheidt de Kleine- en Grote Liachvi-rivieren en is tevens de grens met de districten Achalgori (Leningor) en Tschinvali. In de hoogste delen van Dzjava / Dzau zijn een aantal gletsjers te vinden: een tiental in het bovenste stroomgebied van de Liachvi en een vijftal in het stroomgebied van de Rioni.
Dzjava grenst voor de Georgische wet aan zes gemeenten, te weten in het westen Oni (regio Ratsja-Letsjchoemi en Kvemo Svaneti) en Satsjchere (Imereti), in het zuiden aan Tigva, Koerta, Eredvi en Achalgori en in het oosten aan Doesjeti. Voor de Zuid-Osseten grenst het district Dzau ten zuiden aan de districten Znaur en Tschinvali.

## Demografie
Begin 2022 telde Dzjava / Dzau volgens Zuid-Ossetië 6.939 inwoners, een groei van 5,6% ten opzichte van de Zuid-Osseetse volkstelling van 2015. Volgens deze volkstelling bedroeg de Georgische minderheid 5,4% van het totaal, tegenover een meerderheid van 93,6% Osseten. In 1989 lag deze verhouding vrijwel hetzelfde. In 1923, vlak na de creatie van de Zuid-Ossetische Autonome Oblast was het gebied van het district al zeer sterk etnisch Osseets bewoond (99%), waarbij alleen Sinagoeri en Kartsmani dominant Georgisch bewoond waren.
| Dzjava / Dzau (district) |     |     | 20.106 | 16.285 | 14.427 | 11.832 | 10.418 | - | 6.567 | 6.939 |  |  |  |  |
| Georgiërs | -   | -   | 674    | 770    | 778    | 576    | 601    | - | 354   | -     |  |  |  |  |
| Osseten | -   | -   | 18.949 | 14.876 | 13.369 | 11.060 | 9.530  | - | 6.148 | -     |  |  |  |  |
| |     |     |        |        |        |        |        |   |       |       |  |  |  |  |
| Dzjava / Dzau | 807 | 376 | 775    | 742    | 1.886  | 1.467  | 1.404  | - | 2.111 | -     |  |  |  |  |
| Kvaisa | -   | -   | -      | 2.309  | 2.327  | 1.669  | 2.271  | - | 985   | 795   |  |  |  |  |
| Verantwoording data: 1886, 1923, 1939-1989, volkstelling 2002, Zuid-Osseetse volkstelling 2015. De statistieken na 2002 namens Zuid-Ossetië worden niet door Georgië erkend. |     |     |        |        |        |        |        |   |       |       |  |  |  |  |

## Administratieve onderverdeling
Het Zuid-Osseetse district is administratief onderverdeeld in 12 plattelandsgemeenschappen, een 'nederzetting met stedelijk karakter' en één stad:
- Stad: Kvaisa;
- Nederzetting met stedelijk karakter: Dzau (bestuurlijk centrum);
- Dorpen: in totaal 108, waaronder Sinagoeri.

## Vervoer

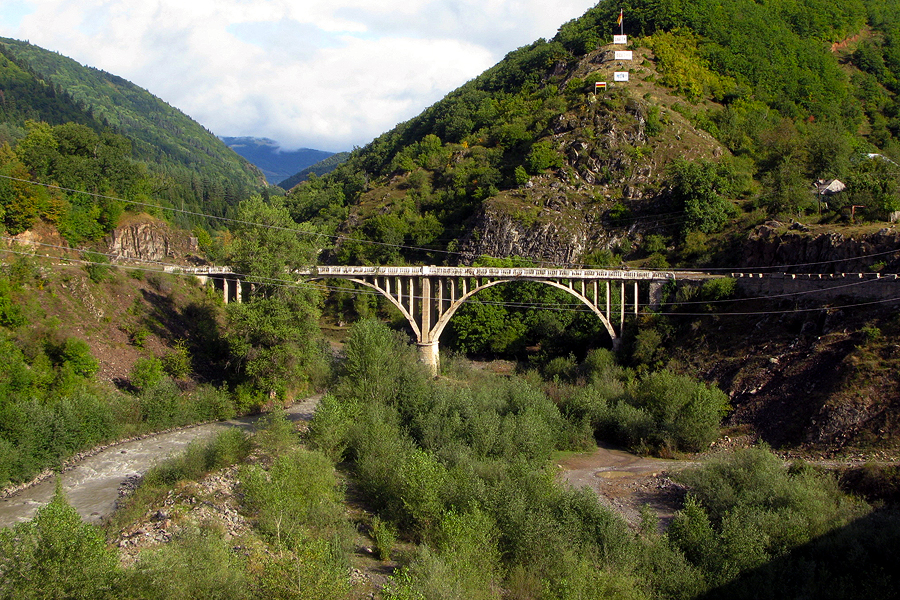
Goeftinski-brug uit 1929 bij Goepta

Door het district passeert de levensader van Zuid-Ossetië sinds het zelf de verkeerswegen met centraal Georgië gesloten houdt. De Transkaukasische hoofdweg (Transkam) verbindt sinds 1986 de regio met de Russische deelrepubliek Noord-Ossetië door de bijna 4 kilometer lange Roki-tunnel die op de grens ligt. Formeel is deze weg onderdeel van de Georgische 'route van internationaal belang' S10. De Roki-tunnel was van vitaal belang voor het Russische leger in de Russisch-Georgische Oorlog van 2008 omdat het de enige directe route door het Kaukasusgebergte tussen Rusland en Zuid-Ossetië is.
In het noordwestelijke puntje doorkruist de Osseetse Militaire Weg het district over korte afstand, bij de Mamisonpas. Deze route werd in de 19e eeuw aangelegd tussen Rusland en het Georgische Koetaisi en volgt de Rioni rivier. Er is hier geen grensovergang, en de weg is feitelijk gesloten op de pas. Ook zijn hier geen verbindende wegen vanuit Zuid-Ossetië.
Voordat de Transkam werd geopend, was de belangrijkste route door Zuid-Ossetië de Sovjet R2 die Gori via Tschinvali en Kvaisa verbond met Oni in Ratsja-Letsjchoemi en Kvemo Svaneti. Sinds de jaren 1990 is de route, sinds 1996 tussen Tschinvali en Oni nominaal de Georgische route Sh25, bij de westelijke Osseetse grens gesloten.